# Nancy Linehan Charles
Nancy Linehan Charles est une actrice américaine née le 11 novembre 1942 à New York.

## Filmographie

### Cinéma
- 1992 : Dracula : la vieille femme
- 1993 : Shadowhunter : Hattie Moore
- 1997 : The Nurse : Betty James
- 1997 : Le Plus Fou des deux : la témoin
- 1998 : Un cadavre sur le campus : le professeur d'anatomie
- 2000 : Ed Gein, le boucher : Eleanor
- 2001 : Diary of a Sex Addict : la mère de Sammy
- 2002 : Minority Report : Celeste Burgess
- 2005 : Extreme Dating : Maggie
- 2007 : La Guerre selon Charlie Wilson : Mme Long
- 2009 : Le Beau-père : Mme Cutter
- 2012 : The Lords of Salem : Clovis Hales
- 2017 : The Hatred : la grand-mère
- 2018 : Chance Has No Empathy : Dr Eleanor Warner
- 2019 : Only Mine : Evelyn
- 2019 : Tone-Deaf : Agnes
- 2019 : 3 from Hell : Dr Bowman

### Télévision
- 1993 : Enquête privée : la deuxième mère (1 épisode)
- 1993 : Notre belle famille : une femme (1 épisode)
- 1994 : Les Sœurs Reed : une femme (1 épisode)
- 1994 : Murphy Brown : la femme qui signe (1 épisode)
- 1995 : Diagnostic : Meurtre : infirmière Brackett (1 épisode)
- 1996 : Ma fille, ma rivale : la superviseuse
- 1996 : Space 2063 : Amirale Vetter (1 épisode)
- 1996 : Chicago Hope : La Vie à tout prix : Angela Trenkwada (1 épisode)
- 1997 : Seinfeld : la femme excentrique (1 épisode)
- 1997 : The Jamie Foxx Show : une femme (1 épisode)
- 1999 : 2267, ultime croisade : une villageoise (1 épisode)
- 1999 : Amy : Lyle Warner (1 épisode)
- 2000 : La Loi du fugitif : Becky Keeler (1 épisode)
- 2000 : Profiler : Mme Baxter (1 épisode)
- 2000 : Associées pour la loi : Juge Rose Phillips (1 épisode)
- 2000 : Urgences : Glenda Walton (1 épisode)
- 2001 : The Practice : Donnell et Associés : Maryann Reynolds (1 épisode)
- 2001 : Providence (1 épisode)
- 2001 : The Norm Show : la propriétaire terrestre (1 épisode)
- 2001 : Six Feet Under : Connie (1 épisode)
- 2001 : One on One : Mme Braxton (1 épisode)
- 2001 : Voleurs de charme : la mère de Loretta (1 épisode)
- 2001 : Boston Public (1 épisode)
- 2002 : À la Maison-Blanche : l'oncologue (1 épisode)
- 2002 : Le Drew Carey Show : Juge Martin (1 épisode)
- 2002 : Les Anges du bonheur : Sally (1 épisode)
- 2002 : Une famille du tonnerre : Mme Wilder (1 épisode)
- 2002 : Preuve à l'appui : la juge (1 épisode)
- 2003 : Miracles : Barbara Harris (1 épisode)
- 2004 : Century City : Attorney de la Habra (1 épisode)
- 2004-2005 : Huff : Lois (6 épisodes)
- 2005 : 24 Heures chrono : Lucy Stiles (1 épisode)
- 2005 : Blind Justice : Jill Berglass
- 2005 : Un petit pas vers le bonheur : Claire
- 2005 : Joey : Gloria (1 épisode)
- 2007 : Close to Home : Juste Cause : Harriet Kleffman (1 épisode)
- 2010 : NCIS : Los Angeles : Jessica Haymes (1 épisode)
- 2010 : The Hard Times for RJ Berger : Mme Lipski (1 épisode)
- 2010-2012 : Ave 43 : Elspeth (16 épisodes)
- 2012 : Longmire : Mme Thompson (1 épisode)
- 2015 : Des jours et des vies : Megan (2 épisodes)
- 2015 : Esprits criminels : Eileen Kebler (1 épisode)
- 2016 : The Real O'Neals : la juge (1 épisode)
- 2016 : Harry Bosch : Annette McKay (1 épisode)
- 2016 : Better Things : Diane (1 épisode)
- 2017 : Grimm : Mme Stanton (1 épisode)
- 2017 : Vice Principals : June Russell (1 épisode)
- 2018 : Life in Pieces : June (1 épisode)
- 2018 : Light as a Feather : Judith (3 épisodes)
- 2018-2019 : Young Sheldon : Peg (9 épisodes)
- 2019 : Shameless : Broom Hilda (1 épisode)
- 2019 : Into the Dark : Agnes (1 épisode)
- 2022 : American Horror Stories : Mrs. Hendricks (saison 2, épisode 2)